# Julius Arnfeld
Julius Arnfeld (geboren am 25. April 1875 in Bad Polzin, Pommern, Deutsches Reich; gestorben am 26. November 1957 in Epsom, Vereinigtes Königreich) war ein deutscher Schauspieler.

## Künstlerische Tätigkeit bis 1933
Arnfeld begann seine Bühnenlaufbahn im Jahre 1894 in der Kleinstadt Zittau. Weitere Theaterstationen, nur unterbrochen durch seinen Militärdienst im Ersten Weltkrieg in der kaiserlichen Marine, waren unter anderem Altenburg (dort zwischen 1902 und 1904 u. a. in Wilhelm Tell, als Ferdinand in Kabale und Liebe und als Romeo in Romeo und Julia), Hannover (wo er auch als Oberregisseur wirkte) und Breslau. In der schlesischen Hauptstadt setzte man Arnfeld am Lobe-Theater ebenfalls als Oberspielleiter ein, wo er den jungen Heinz Rühmann förderte. Er trat aber auch weiterhin als Schauspieler auf, so etwa 1925 als Peter Cauchon in George Bernard Shaws Die heilige Johanna unter der Regie Paul Barnays. 1922/23 absolvierte Julius Arnfeld einen Stummfilmauftritt als Meister Anton in Brüder. Bis 1931 war Arnfeld Vorstandsmitglied der Städtischen Bühnen Hannover und zog dann nach Berlin-Wilmersdorf um.

## Leben im Dritten Reich, Verfolgung und Lebensabend
In der Reichshauptstadt wurde der jüdische Künstler seit 1933 am Theater nicht mehr beschäftigt. Stattdessen fand er ein karges Auskommen als Fotograf (Bildband „Tiere im Lichtbild“ von 1936). Schließlich übersiedelte Arnfeld nach München, von wo man ihn am 13. August 1942 in das Ghetto Theresienstadt deportierte. Bis August 1944 nahm er an zahlreichen künstlerischen Veranstaltungen des Lagers statt. Man sah ihn dort in Aufführungen von unter anderem Nathan der Weise, Faust II (Titelrolle) und Shylock. Obwohl recht betagt, überstand Arnfeld die Lagerstrapazen und konnte bei der Befreiung unmittelbar nach seinem 70. Geburtstag im Frühjahr 1945 Theresienstadt verlassen. Er ging zunächst nach Hamburg, ehe er zu seiner Tochter, die er kurz nach der Reichspogromnacht ins sichere England gebracht hatte, ausreiste. Hier starb Arnfeld im Herbst 1957.

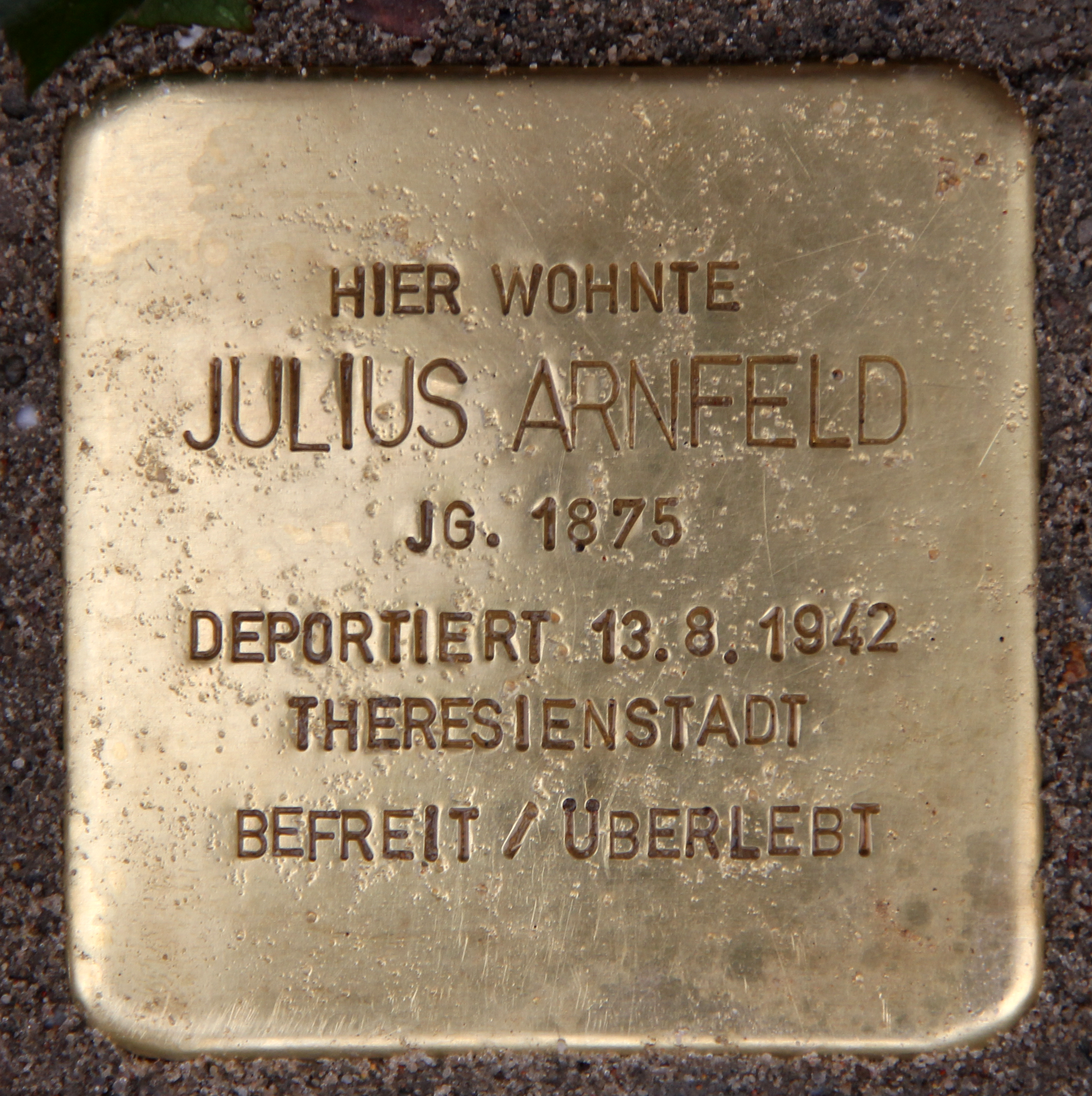
Stolperstein für Julius Arnfeld in Berlin-Schöneberg

## Weiteres
Seine Eltern waren der Kaufmann Abraham Arnfeld und seine Frau Thekla geborene Peyser, er hatte fünf ältere Schwestern, von denen zwei, Ida und Alma, 1942 von Theresienstadt nach Treblinka deportiert und dort ermordet wurden, Emma verheiratete Levin wurde am 23. September 1942 nach Theresienstadt deportiert und dort ermordet. Er heiratete Hanna Schloss, die Tochter Ruth kam 1917 zur Welt, seine Frau beging 1926 Suizid. Am 10. September 2013 wurde Arnfeld zu Ehren in der Martin-Luther-Str. 84 in Berlin-Schöneberg ein Stolperstein verlegt.